# Gartrel·lita
La gartrel·lita és un mineral de la classe dels fosfats que pertany al grup de la tsumcorita. Anomenat per Blair Gartrell (1950-1995), un col·leccionista australià.

## Característiques
La gartrel·lita és un arsenat de fórmula química PbCuFe³⁺(AsO₄)₂(OH)(H₂O). Cristal·litza en el sistema triclínic. La seva duresa a l'escala de Mohs és 4,5. Es pot confondre fàcilment amb la thometzekita.
Segons la classificació de Nickel-Strunz, la gartrel·lita pertany a «08.CG - Fosfats sense anions addicionals, amb H₂O, amb cations de mida mitjana i gran, RO₄:H₂O = 1:1» juntament amb els següents minerals: cassidyita, col·linsita, fairfieldita, gaitita, messelita, parabrandtita, talmessita, hillita, brandtita, roselita, wendwilsonita, zincroselita, rruffita, ferrilotharmeyerita, lotharmeyerita, mawbyita, mounanaïta, thometzekita, tsumcorita, cobaltlotharmeyerita, cabalzarita, krettnichita, cobalttsumcorita, niquellotharmeyerita, manganlotharmeyerita, schneebergita, niquelschneebergita, helmutwinklerita, zincgartrel·lita, rappoldita, fosfogartrel·lita, lukrahnita, pottsita i niqueltalmessita.
Les mostres que van servir per a determinar l'espècie, el que es coneix com a material tipus, es troben conservades al Western Australian Museum Boola Bardip, a Perth (Austràlia), amb el número de registre: m.61.1991; i al Museu Victoria, a Melbourne, amb el número de registre: m39278.

## Formació i jaciments
Va ser descoberta a l'Ashburton Downs Station, al comtat d'Ashburton (Austràlia Occidental, Austràlia). També ha estat descrita en altres indrets d'Austràlia, així com a Namíbia, Xile, els Estats Units i diversos indrets d'Europa. Als territoris de parla catalana només se n'ha trobat a la mina Linda Mariquita, situada a la localitat d'El Molar, al Priorat (Tarragona).